# Astrid Varnay
Astrid Varnay (Estocolm, 25 d'abril de 1918 - Múnic, 4 de setembre de 2006) fou una soprano dramàtica nascuda a Suècia, tot i que de família procedent d'Hongria, que va desenvolupar la major part de la seva carrera entre els Estats Units i Alemanya.
La seva mare era també una soprano i el seu pare era tenor i empresari operístic. Als divuit anys va decidir prendre classes de cant, i va ser contractada per la Metropolitan Opera de Nova York. Va debutar triomfalment el 1941 quan va substituir una indisposada Lotte Lehmann com a Sieglinde de Die Walküre de Richard Wagner.
El 1951 va ser contractada en la reobertura del Festival de Bayreuth, on hi va cantar durant disset temporades en papers com Brünnhilde, Isolda, Senta, Ortrud, Sieglinde, la Tercera Norna i Kundry. Fora del repertori wagnerià va ser una gran Elektra (de l'òpera homònima de Richard Strauss) i Lady Macbeth (Macbeth, de Giuseppe Verdi).
A partir de finals dels anys seixanta va començar una nova carrera com a mezzosoprano, aprofitant el seu important registre greu, i fins als anys vuitanta va romandre activa amb rols com Herodias (Salomé, de Strauss), Klytemnestra (Elektra) o la Sagristana de Jenůfa (Leoš Janáček).